# Puhoi (rivière)
La rivière Puhoi  (en anglais : Puhoi River) est un cours d’eau de la région d’Auckland dans l’Île du Nord de la Nouvelle-Zélande.

## Géographie
Elle s’écoule vers le sud-est à partir de sa  source située à 10 kmau sud-ouest de la ville de Warkworth, passant à travers la ville de Puhoi avant d’atteindre la côte au niveau de la baie de « Whangaparaoa Bay » à sept kilomètres au nord de  Orewa.
(en) Land Information New Zealand, « détail emplacement: Puhoi (rivière) », sur New Zealand Gazetteer